# Conseil national de l'enseignement supérieur et de la recherche
En France, le Conseil national de l'enseignement supérieur et de la recherche (CNESER) est un organe qui constitue à la fois un comité consultatif placé auprès des ministres chargés de l'Enseignement supérieur et de la recherche, et une juridiction administrative. Il a été créé en 1968.
Le Conseil national de l'enseignement supérieur et de la recherche assure la représentation des établissements publics à caractère scientifique, culturel et professionnel dont les personnels et les étudiants sont élus au scrutin secret et par collèges distincts, des établissements publics à caractère scientifique et technologique et, d'autre part, des grands intérêts nationaux, notamment éducatifs, culturels, scientifiques, économiques et sociaux dont les représentants sont nommés par les ministres chargés de l'enseignement supérieur et de la recherche.
Il est aujourd'hui régi par les articles L. 232-1 à L. 232-7 et D. 232-1 à R. 232-48 du code de l'éducation. 

## Histoire
Jusqu'en 1945, les fonctions consultatives et juridictionnelles de l'actuel conseil étaient exercées par le Conseil supérieur de l'instruction publique. 
Un conseil de l'enseignement supérieur est créé par la loi no 46-1084 du 18 mai 1946 comme l'un des cinq « conseils d'enseignement ». Il comprend alors principalement des représentants des enseignants de l'enseignement supérieur, les étudiants n'étant presque pas représentés. Son rôle est purement consultatif, les questions contentieuses et disciplinaires étant tranchées par le Conseil supérieur de l'éducation nationale. 
La loi du 12 novembre 1968 dite loi Faure transforme le Conseil en Conseil national de l'enseignement supérieur et de la recherche et augmente le nombre de représentants des étudiants et du personnel non enseignant (ingénieurs, administratifs, techniciens, ouvriers et personnel de service). Elle instaure aussi (article 8) des conseils régionaux de l'enseignement supérieur et de la recherche, qui ne sont jamais réunis. 
La loi Jospin de juillet 1989 transfère au Conseil le rôle disciplinaire et contentieux relatif à l'enseignement supérieur public et privé. Le CNESER comprend alors 68 membres dans sa formation plénière. 
La loi du 22 juillet 2013, relative à l'enseignement supérieur et à la recherche élargit la composition et les attributions du CNESER, en lui faisant reprendre les missions dévolues au Conseil supérieur de la recherche et de la technologie (CSRT). Cette réforme s'applique après le renouvellement de 2015. 
Les questions disciplinaires à l'égard des « usagers de l'enseignement supérieur » échappent au CNESER en deux temps : en 2012 pour les candidats au baccalauréat, puis en 2020 pour tous les usagers, en application de la loi de transformation de la fonction publique du 6 août 2019. Cette même loi réforme la composition du CNESER pour les enseignants-chercheurs et personnels assimilés. Le décret no 2020-785 du 26 juin 2020 tire les conséquences de cette réforme sur le plan réglementaire. 

## Rôle consultatif

Représentants nommés des employeurs et des salariés (Syndicats) : 20 sièges
Représentants élus des personnels enseignants, chercheurs et BIATSS des EPSCP : 43 sièges
Représentants élus des étudiants : 11 sièges
Responsables d’établissements : 6 sièges
Autres personnalités nommées (11 personnalités issues des institutions, collectivités territoriales, parents d’élèves et organisations étudiantes, incluant membres parlementaires, représentants régionaux, locaux et associatifs) : 15 sièges
Autres représentants participant à titre consultatif : 5 sièges

### Composition
Ce conseil jouant un rôle consultatif est composé de 100 membres. Il est présidé par le ministre chargé de l'Enseignement supérieur et de la Recherche ou par la personne que le ministre désigne à cet effet. 
Outre le président, le conseil compte 100 conseillers. 
Il comprend 60 représentants des universités, établissements assimilés et organismes publics de recherche, dont : 
- 3 représentants de la Conférence des présidents d'université ;
- 1 représentant de la Conférence des directeurs des écoles françaises d'ingénieurs ;
- 2 représentants des organismes publics de recherche (un d'établissement public à caractère scientifique et technologique (EPST) et un d'un établissement public à caractère industriel et commercial) ;
- 20 enseignants-chercheurs, enseignants ou chercheurs dont 10 professeurs des universités ou assimilés ;
- 11 étudiants ;
- 6 représentants des personnels ingénieurs, administratifs, techniques, sociaux et de santé et des bibliothèques dont un conservateur des bibliothèques ;
- 6 représentants des chercheurs des EPST ;
- 4 représentants des personnels ingénieurs, techniques et administratifs des EPST ;
- 7 représentants des personnels des organismes de recherche ayant le statut d'EPIC.

Depuis 2016, les chercheurs doctorants ne sont plus représentés parmi les personnels.
Par ailleurs, 40 personnes représentent les forces politiques, économiques, sociales et culturelles du pays. Ce groupe comprend un député, un sénateur et un membre du Conseil économique, social et environnemental (CESE). Il comprend également un représentant des régions françaises, un représentant des villes universitaires, deux représentants des fédérations de parents d'élèves et deux personnalités qualifiées désignées par les organisations étudiantes. Les 16 à 20 autres représentants des forces économiques et sociales sont désignés par les organisations professionnelles, à parité entre syndicats de salariés et organisations patronales. 
Tous ces membres sont nommés pour 4 ans, à l'exception des étudiants qui sont désignés pour 2 ans.

### Fonctionnement et activités
Le conseil se réunit au moins trois fois par an, dont une fois à l'automne pour examiner le projet de budget de l'enseignement supérieur. 
Les ministres proposent l'ordre du jour mais tout membre du conseil peut soumettre une question particulière qui est alors mise aux voix. 
Le conseil se prononce sur les orientations générales de l'enseignement supérieur et sur les diplômes, y compris le baccalauréat qui est un diplôme de l'enseignement supérieur. 
Il conseille en particulier les ministres sur les stratégies de la France en matière d'enseignement supérieur et de recherche. 
Le conseil est aussi consulté sur le cas de chacune des universités publiques françaises dans trois cas : 
1. Pour les subventions et dotations accordées à ces établissements ;
2. Pour les contrats quadriennaux liant l'État et l'établissement ;
3. Pour les conventions de service entre l'université et des entreprises.

### Mode d'élection
Les élus dans les conseils centraux des universités forment le corps électoral et éligible des représentants étudiants au conseil.

## Rôle disciplinaire
Dans l'exercice de ses compétences disciplinaires, le conseil est une juridiction administrative, compétente soit en appel des sections disciplinaires des conseils académique des universités, soit exceptionnellement en premier ressort. 

### Composition
La formation disciplinaire du conseil n'est pas placée sous la présidence du ministre, dont elle est indépendante. Jusqu'en 2020, elle élisait son propre président parmi les professeurs des universités. Depuis 2020, elle est présidée par un conseiller d'État désigné par le vice-président du Conseil d'État. 
Jusqu'en 2020, la formation disciplinaire comprenait 14 membres, dont 5 professeurs des universités, 5 enseignants de grade inférieur et 4 étudiants. Seuls siègent désormais les professeurs de universités et les autres enseignants.  
Quand la personne à juger est un professeur des universités, seuls les professeurs des universités siègent ; pour un enseignant de grade inférieur, les professeurs des universités siègent avec les enseignants de grade inférieur. Pour le jugement des étudiants, jusqu'à l'application de la réforme de 2020, la formation disciplinaire du conseil se réunit au complet.

### Compétences et fonctionnement
La formation disciplinaire du conseil se réunit pour juger les enseignants et, jusqu'en 2020, les étudiants du supérieur. S'agissant des étudiants, le conseil était compétent non seulement pour les étudiants des établissements publics de l'enseignement supérieur public, mais également pour ceux des établissements privés, dans la mesure où ils étaient susceptibles, par leur situation, d'obtenir un diplôme conféré par l'État ou reconnu par lui.[citation nécessaire]
Le conseil peut juger les personnes qui en relèvent en premier ressort si, pour une raison quelconque, la section disciplinaire compétente régulièrement saisie ne s'est pas prononcée. Toutefois, le conseil est essentiellement un juge d'appel des décisions rendues par les conseils académiques des universités constitués en sections disciplinaires.[citation nécessaire]
Le personnel hospitalo-universitaire est jugé par une juridiction distincte. Les personnels non enseignants de l'enseignement supérieur ne sont pas non plus déférés devant le conseil et sont soumis aux règles générales de discipline de la fonction publique. Les candidats au baccalauréat, qui relevaient aussi des juridictions universitaires jusqu'en 2012, passent désormais devant une commission de discipline du baccalauréat.
Depuis 2020, les sanctions imposées aux étudiants par les sections disciplinaires sont désormais soumises aux recours administratifs de droit commun.[citation nécessaire]
Les décisions du conseil statuant en matière disciplinaire sont publiées au Bulletin officiel de l'Éducation nationale. Elles peuvent faire l'objet d'un pourvoi en cassation devant le Conseil d'État.

### Sanctions et relèvements
Le conseil peut, comme les sections disciplinaires des conseils académiques dont il est l'instance d'appel, prononcer des peines morales, des suspensions, interdictions ou exclusions. 
À l'égard des étudiants (jusqu'en 2020)
Les sanctions à leur égard étaient les suivantes : avertissement, blâme, exclusion temporaire d'un étudiant, exclusion définitive d'un étudiant, voire l'interdiction de s'inscrire à tout nouvel examen. 
À l'égard des enseignants-chercheurs
Les enseignants-chercheurs peuvent se voir infliger les sanctions suivantes : 
- le blâme ;
- le retard à l'avancement d'échelon pour une durée de deux ans au maximum ;
- l'abaissement d'échelon ;
- l'interdiction d'accéder à une classe, grade ou corps supérieurs pendant une période de deux ans au maximum ;
- l'interdiction d'exercer toutes fonctions d'enseignement ou de recherche ou certaines d'entre elles dans l'établissement ou dans tout établissement public d'enseignement supérieur pendant cinq ans au maximum, avec privation de la moitié ou de la totalité du traitement ;
- la mise à la retraite d'office ;
- la révocation.

À l'égard des autres enseignants
Pour les autres enseignants, le CNESER peut prononcer un rappel à l'ordre, l'interruption de fonctions dans l'établissement pour une durée maximum de deux ans, l'exclusion de l'établissement ou encore l'interdiction d'exercer des fonctions d'enseignement ou de recherche dans tout établissement public d'enseignement supérieur soit pour une durée déterminée, soit définitivement.
Relèvements des exclusions, déchéances et incapacités
Comme les suspensions et interdictions peuvent être lourdes, il est prévu que les personnes sanctionnées puissent en être relevées et retrouver ainsi pour l'avenir les droits perdus. Cette décision, quel que soit l'organe qui ait infligé la sanction initiale (section disciplinaire locale ou CNESER) relève du ministre chargé de l'enseignement supérieur après avis favorable du CNESER.

### Jurisprudence relative
- Conseil d'État, 4e et 1re sous-sections réunies, 3 novembre 1999, no 203748, Zurmely (concl. Anne-Françoise Roul, RFDA 2000, p. 1079): « Les sanctions disciplinaires applicables aux usagers des établissements publics d'enseignement supérieur comportent notamment l'exclusion définitive de tout établissement public d'enseignement supérieur et l'interdiction définitive de passer tout examen conduisant à un titre ou diplôme délivré par un tel établissement ; que ces sanctions sont de nature à priver l'intéressé de la liberté d'accéder aux professions soumises à une condition de diplôme, laquelle revêt le caractère d'un droit civil au sens des stipulations précitées du 1 de l'article 6 de la convention européenne de sauvegarde des droits de l'homme et des libertés fondamentales ; qu'ainsi les dispositions de l'article 14 du décret du 14 novembre 1990, prévoyant que les séances des formations de jugement du Conseil national de l'enseignement supérieur et de la recherche ne sont pas publiques, méconnaissent lesdites stipulations »